# یواس‌اس آستین (ال‌پی‌دی-۴)
یواس‌اس آستین (ال‌پی‌دی-۴) (به انگلیسی: USS Austin (LPD-4)) یک کشتی بود که طول آن ۵۶۹ فوت (۱۷۳ متر) بود. این کشتی در سال ۱۹۶۴ ساخته شد.